# Jan Hyjek
Jan Hyjek (ur. 19 listopada 1957 w Gnieźnie) – polski pisarz.
Z wykształcenia pedagog (1986 r.) UAM. Kompozytor muzyki do piosenek, autor tekstów, wokalista koncertujący w klubach studenckich w latach w 1983–1993.
Autor wierszy, aforyzmów, opowiadań, sztuk teatralnych, recenzji, esejów i powieści. Konferansjer.
Udział w dwupłytowym albumie "Memorabilia" (2016 r.) Starego Dobrego Małżeństwa.
Swoje grafiki opublikował w kilku wydawnictwach książkowych. Realizował scenografie telewizyjne i teatralne. Pilot Aeroklubu Poznańskiego.
Wydawnictwa książkowe:
- "Zbudzone zmilczenia" - tomik 101 piosenek - 2006 (wydanie subskrypcyjne) i 2008 – Wojewódzka Biblioteka Publiczna i Centrum Animacji Kultury w Poznaniu.
- "Nie oglądaj się wstecz" - Wydawnictwo „Hlondianum” 1997, 2004, powieść dla młodzieży.
- "Koła czasu" - Wydawnictwo „Hlondianum” 2004, powieść.
- "Sporna śliwka" – Oficyna wydawnicza G&P 2008, powieść przygodowa z wątkiem detektywistycznym dla młodszych nastolatków.
- "Klepsydra jaźni, czyli armia słabeuszy" – Drukarnia Wielkopolska Sp. z o.o. 2019, powieść - wspomnienia z czasów dwuletniej zasadniczej służby wojskowej w Ludowym Wojsku Polskim (lata 1979-1981).